# أولجا كونستانتينوفنا دوقة روسيا

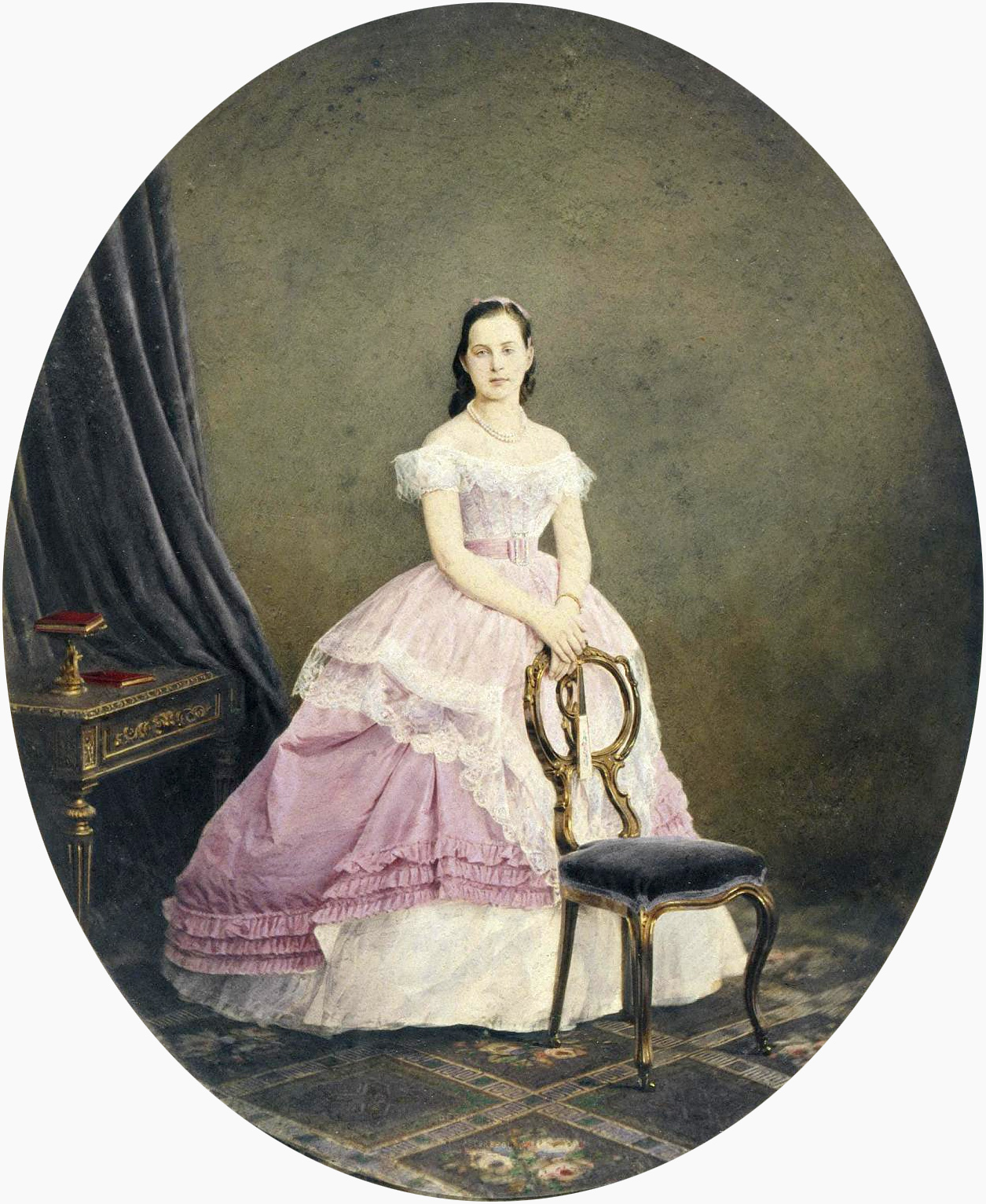
الدوقة عام 1867

أولغا قسطنطينوفنا رومانوفا (الروسية: Ольга Константиновна Романова)، عرفت بعد ذلك أولغا ملكة اليونان القرينة وباليونانية Βασίλισσα Όλγα των Ελλήνων. كان والدها شقيق ألكسندر الثاني،
وهي من سلالة رومانوف، باعتبارها الدوق قسطنطين نيكولايفيتش وزوجته الأميرة الكسندرا ساكس-ألتنبورغ، أمضت طفولتها في سانت بطرسبرغ وبولندا وشبه جزيرة القرم، وفي عام 1867 م تزوجت الملك جورج الأول من اليونان وهي في سن السادسة عشرة، وهي جدة الأمير فيليب دوق أدنبرة لأبيه، في بداية زواجها لم تشعر بالراحة في العيش في مملكة اليونان، لكنها سرعان ما انخرطت في العمل الاجتماعي والخيري، كما انها ساعدت في تأسيس المستشفيات ومراكز المساعدة، ولكن محاولتها لتعزيز موقفها في العمل الاجتماعي، بترجمة جديدة للأناجيل اليونانية أثارت مشاكل مع رجال الدين، في عام 1913 اغتيل زوجها، وعادت أولغا لروسيا. عندما اندلعت الحرب العالمية الأولى، ساعدت في إنشاء مستشفى عسكري في قصر بافلوفسك، الذي يعود لأخيها، وقالت انها كانت محاصرة في القصر بعد الثورة الروسية عام 1917، حتى تدخلت السفارة الدنماركية، مما سمح لها الهرب إلى سويسرا. لم يكن لأولغا أن تعود إلى اليونان بعد خلع ابنها الملك قسطنطين الأول من الحكم، في أكتوبر 1920، عادت إلى أثينا لتزور حفيدها الملك ألكسندر الأول لتعرضه لمرض مميت، بعد وفاته، عينت وصية على العرش حتى استعادة قسطنطين الأول الحكم في الشهر التالي. بعد هزيمة اليونانيين في الحرب اليونانية التركية من 1919-1922 كانت العائلة المالكة اليونانية في المنفى مرة أخرى وقضت أولغا السنوات الأخيرة من حياتها في المملكة المتحدة وفرنسا وإيطاليا.

## العائلة وبداية حياتها

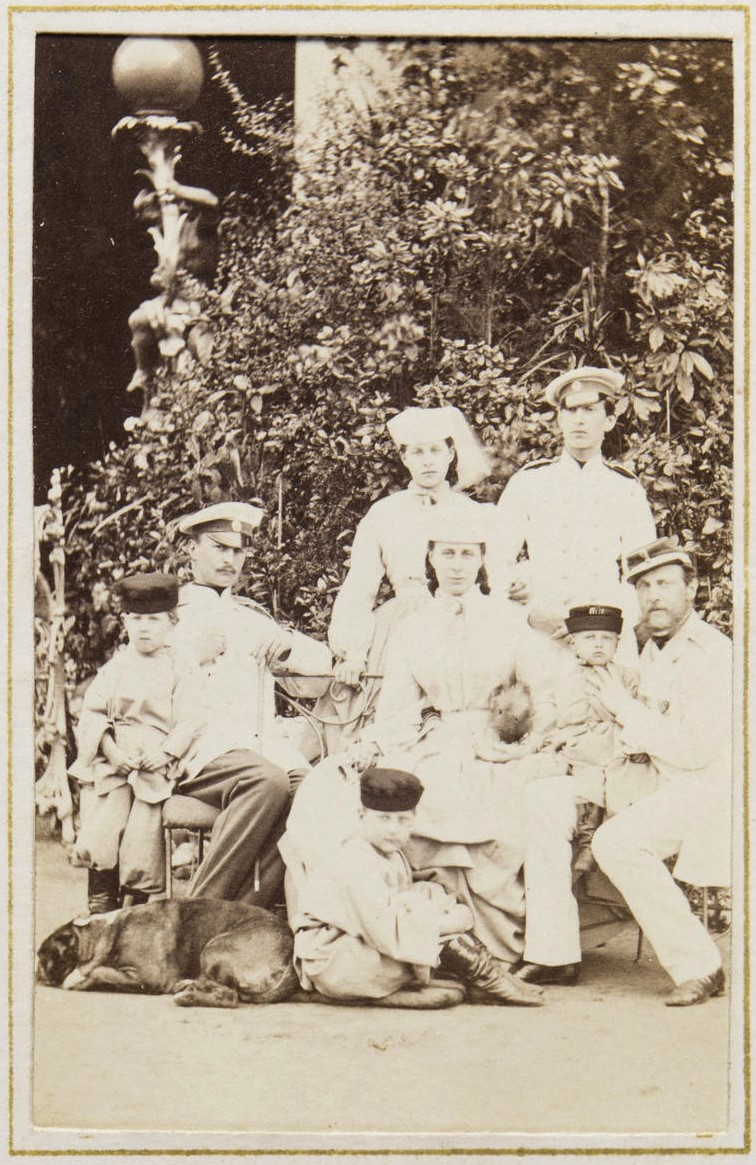
الدوق قسطنطين نيكولايفيتش وعائلته

ولدت أولغا في بافلوفسك قصر قريب من مدينة سان بطرسبرج يوم 3 سبتمبر 1851. وهي المولود الثاني والابنة البكر للدوق الأكبر قسطنطين نيكولايفيتش وزوجته الدوقة ألكسندرا، أميرة ساكس-ألتينبورغ، من خلال والدها كانت أولغا حفيدة القيصر نيكولاي الأول وابنة شقيق القيصر ألكسندر الثاني وابنة عم القيصر ألكسندر الثالث. قضت طفولتها في منزل والدها، بما في ذلك قصر بافلوفسك وأيضا في منزل في شبه جزيرة القرم. وكان والدها الشقيق الاصغر ألكسندر الثاني، وكانت والدتها تعتبر واحدة من النساء الأكثر ذكاء وأناقة في بلاط الملك، وكان أولغا تربطها علاقة وثيقة بشكل خاص بشقيقها الأكبر سنا نيكولاي، وهو واحدا من القلائل من العائلة الامبراطورية للبقاء الذي بقي على اتصال معها بعد تم نفيه إلى طشقند.عندما كانت طفلة، وصفت أولغا كفتاة بسيطة مع الوجه واسع وعيون زرقاء كبيرة. وعلى عكس شقيقتها الصغرى، فيرا، كان لديها مزاج هادئ، لكنها كانت أيضا خجولة للغاية. على سبيل المثال، عند استجوابها من قبل المعلمين لها أثناء الدروس، تبدأ في البكاء وتركض هربا من الفصول الدراسية.
في عام 1862، عين الدوق الأكبر قسطنطين نيكولايفيتش الوالي الروسي في بولندا من قبل أخيه وانتقل إلى وارسو مع زوجته وأولاده. أثبتت الإقامة في بولندا صعبة للدوق الأكبر، الذي كان ضحية لمحاولة اغتيال القومية بعد يوم من وصوله إلى العاصمة البولندية. وعلى الرغم من قسطنطين شرع في برنامج التحرير وتم اعادته إلى الخدمة البولندية كلغة رسمية لم استرضائه القوميين البولندي التحريض على الإصلاح. انتفاضة في يناير 1863 وتطرف الانفصاليين دفعت القيصر إلى استدعاء شقيقه في أغسطس. تجارب أولغا صعبة في بولندا تميزت بها إلى حد كبير.

## الخطوبة والزواج

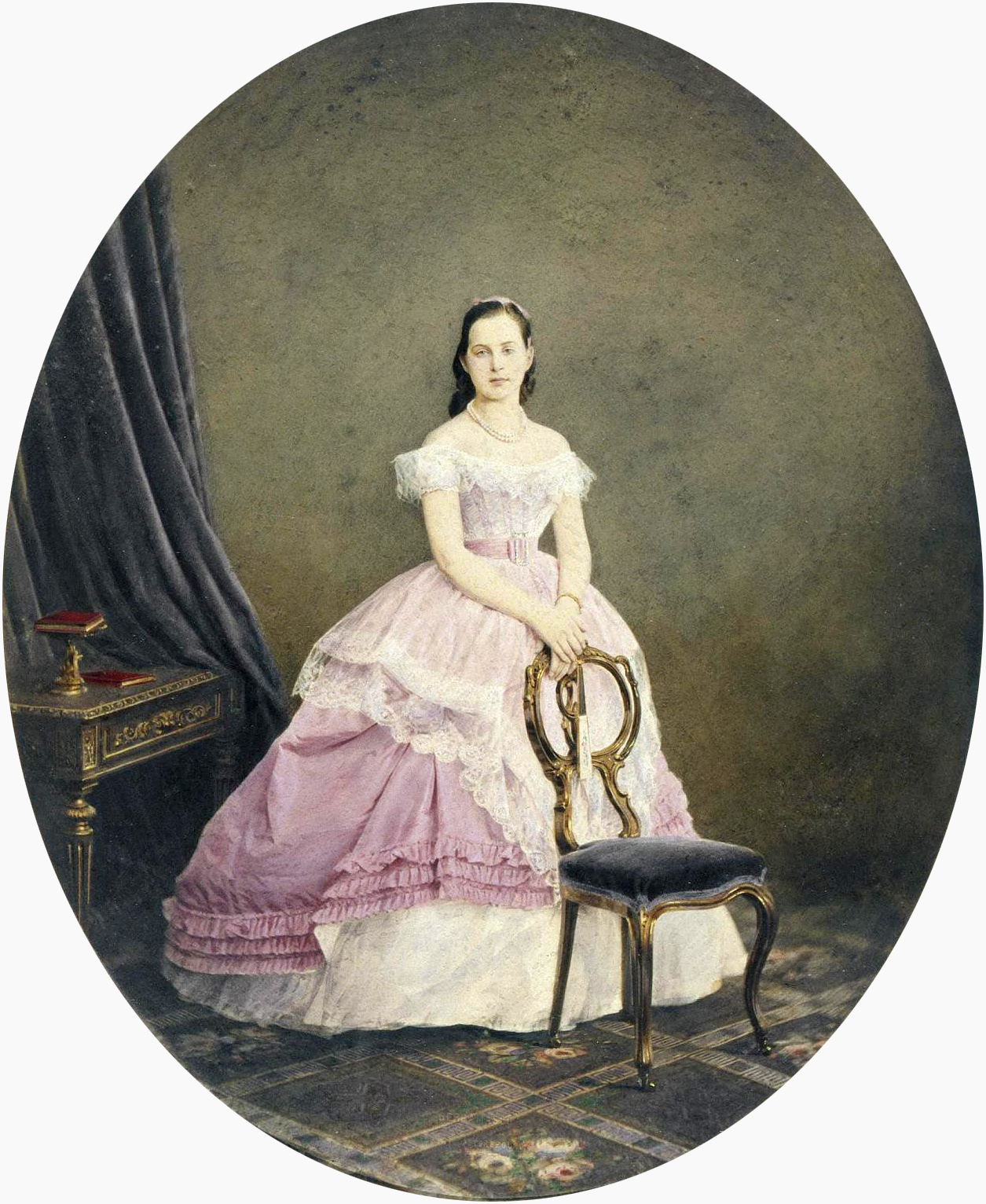
الدوقة أولغا عام 1867

في عام 1863 زار الملك اليونانى الشاب جورج الأول روسيا لكى يشكر عم أولغا القيصر ألكسندر الثاني على دعمه خلال انتخابه كملك اليونان. بينما هو هناك، ألتقى جورج لأول مرة بأولغا البالغة من العمر أثني عشر عام.زار جورج الأول روسيا مرة أخرى في عام 1867 لكى يلتقى بشقيقته داغمار المتزوجة من ألكسندر الثالث. كان مصمما على العثور على زوجة له. وفجأة وقع جورج في حالة حب مع أولغا ولكنها كانت قلقة ودائمة التفكير بشأن تركها روسيا. في البداية كان والدها متردد على الموافقة على زواجهما. ويعتقد أنها مازالت صغيرة على الزواج حيث أنها تبلغ من العمر خمسة عشر عاما. وأيضا كان يحاول أن تكون قريبه منه حيث المسافة بين اليونان وروسيا من جانب أخر كانت الأميرة الكسندرا والدة أولغا أكثر حماسا من زوجها، وعندما لاحظ أفراد من العائلة الإمبراطورية رغبة جورج وأولغا في الزواج تمت الموافقة بشرط عندما يأتى عيد ميلادها السادس عشر. وفي الوقت نفسه تظل تكمل دراستها المدرسية حتى يوم زفافها. تزوجت أولغا في كنيسة قصر الشتاء في سانت بطرسبرج يوم 27 أكتوبر 1867.بعد خمسة أيام من الإحتفالات، قضت شهر العسل سريعا بمنطقة روبشا جنوب غربي سانت بطرسبرغ. على مدى عشرين عاما التالية، كان لديهم ثمانية أطفال:
- قسطنطين الأول (1868-1923)، الذي ولد بعد عشرة أشهر من زواج والديه. تزوج الأميرة صوفيا البروسية وخلف والده كملك.
- جورج (1869-1957)، المفوض السامي بجزيرة كريت 1898-1906، وقد تزوج الأميرة ماري بونابرت.
- ألكسندرا (1870-1891)، وهي متزوجة الدوق الأكبر الكسندروفيتش بافل الروسي، وشمل أطفالهم الدوق الأكبر ديمتري بافلوفيتش، واحدة من قتلة غريغوري راسبوتين.
- نيكولاس (1872-1938)، تزوج الدوقة الكبرى ايلينا فلاديميروفنا.
- ماري (1876-1940)، تزوجت أولا الدوق جورج ميخائيلوفيتش وثانيا بريكليس يوانيديس.
- أولغا (7 أبريل 1880 - 2 نوفمبر 1880)
- أندرو (1882-1944)، والد الأمير فيليب، دوق إدنبرة، وجد تشارلز الثالث ملك المملكة المتحدة.
- كريستوفر (1888-1940)، والد الأمير مايكل أمير اليونان.[21]

كما أن القيصر أوصاها بأن تحب بلدها الجديدة وبيتها الذي سوف تسكن فيه، ولكنها كانت غير مهيأة لمسكنها الجديد بسبب صغر سنها فرغبت بأن ترافقها مربيتها لتسكن معها وتكمل دراستها، ولدى وصلها بيرايوس أرتدات أولغا الأزرق والأبيض (الألوان الوطنية في اليونان) لكى يسعد الجمهور وهي في طريقها إلى العاصمة، كما أنها لم تكن قادرة على الكلام باللغة اليونانية وبعد مضي بعض الوقت الذي امضته في الراحة بدأت أولغا في الانخراط بالعمل الاجتماعي. وفي أقل من عام تعلمت أولغا اللغة اليونانية والإنجليزية. كما أنها اتبعت نصحية والدتها في تعلم علم الآثار والتاريخ من اليونان لتكسب تأييد الرأي العام.

## حياتها الخاصة

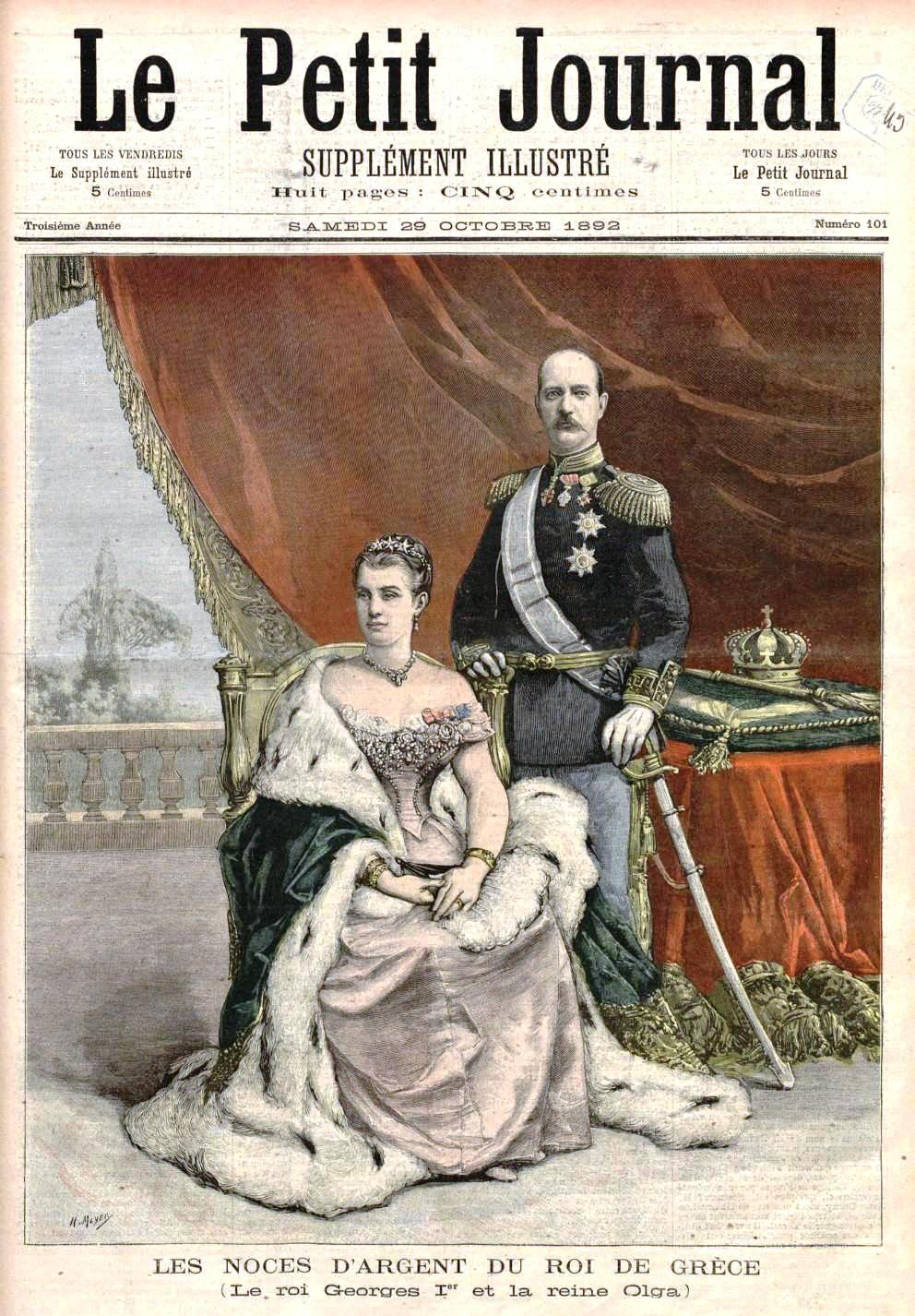
طبعة من صحيفة لو بيتي لإحتفال بذكرى زفاف الملك جورج الأول والملكة أولغا، عام 1892

طوال زواجهما، كان جورج الأول وأولغا زوجين تربطهما علاقة لطيفة متماسكة، وعلى عكس العرف السائد فقد قضوا الكثير من الوقت مع أطفالهم، الذين نشأوا في جو عائلي دافئ. مع التقدم في السن، تشاجر جورج مع أبنائه وأدت إلى تقاسم العائلة بشكل غير لائق. أولغا وجورج معظم أوقات تحدثهم كانت باللغة الألمانية لأنها هي اللغة الوحيدة التي تحدثوا بها في وقت زواجهما. أما مع أبنائهم كانوا يتحدثون اللغة الإنجليزية بشكل أساسي، على الرغم من أن الأطفال مطلوب منهم التحدث باللغة اليونانية فيما بينهم، إلا أن الأمير أندرو رفض التحدث بها إلا مع والديه فقد كان يتحدث معهم باللغة اليونانية. حياة العائلة المالكة كانت هادئة نسبيا، لم يكن البلاط الملكي رائعا وفخما مثل سانت بطرسبرغ، وبعض الأيام بالنسبة لأفراد الأسرة المالكية كانت مملة، في فصل الربيع والشتاء، قسموا الوقت بين القصر الملكي في أثينا، وقصر تاتوي في سفح جبل بارنيثا. وقد أمضوا فصل الصيف في إيكس ليه باينس في فرنسا، وزيارة الأقارب في العاصمة الروسية والاسترخاء في مون ريبوس، كورفو.
جملت أولغا غرفتها بالتحف والزينة وبعض من رموز موطنها الأصلي، في القصر كانت تغني مع أطفالها الأناشيد والتراتيل السلافية. وكثيرا ما رست السفن الروسية في بيرايوس وكانت تدعوا البحارة الروس إلى القصر الملكي. وهي كانت المرأة الوحيدة في التاريخ التي تحمل لقب أدميرال في البحرية الإمبراطورية الروسية، وتم تكريمها في البحرية اليونانية أيضا بوجود سفينة تحمل إسمها تكريما وتعظيما لها.

## العمل الاجتماعي

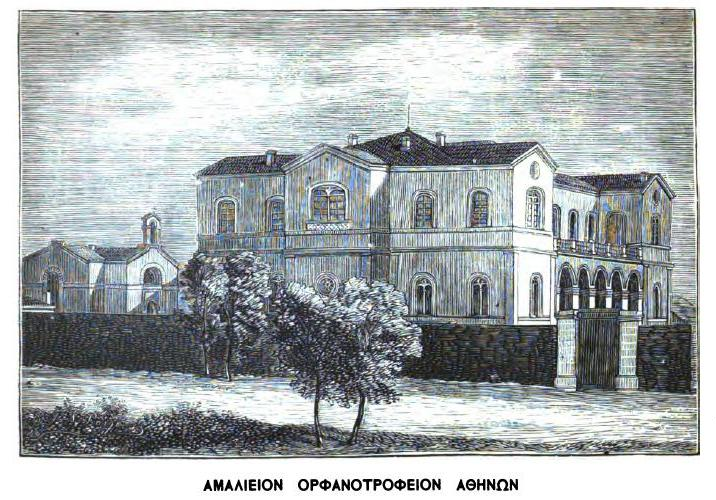
دار الأيتام، أثينا

كانت أولغا ذات شعبية اجتماعية حقيقية، حيث شاركت على نطاق واسع في العمل الاجتماعي الخيري. عندما وصلت أثينا، تضمنت رعاية فورية لدار الأيتام أماليون التي أسستها الملكة السابقة أماليا أولدنبورغ، وأيضا كانت تعتني بمدرسة أرساكيون للفتيات التي تقع على شارع الجامعة. بدعمها الشخصي وأيضا وبدعم الجهات المانحة الغنية، أستطاعت إنشاء المصحات العقلية للمرضى الميؤوس من شفائهم وللمسنين وذوي الاحتياجات الخاصة، ومصحة لمرضى السل. أسست جمعية لمساعدة الفقراء وروضة للأطفال الفقراء، ومطبخا في بيرايوس لكي تعلم فتيات الفقراء الطبخ والتي توسعت لاحقا إلى مدرسة النسيج للفتيات والنساء المسنات التي يتعرضن لضائقة مالية. كانت تراعي اثنين من المستشفيات العسكرية وجعلت مستشفى إيفانجليسموس، يعد الأكبر في اليونان، في وسط أثينا. وأيضا بنت المستشفى الروسي في بيرايوس في ذكرى ابنتها ألكسندرا، التي لقت حتفها في موسكوا عام 1891. على الرغم من أنها كانت تهدف في المقام الأول البحارة الروس إلا أن المستشفى كانت مفتوحة لجميع البحارة الذين يأتوا إلى اليونان، كما دعمت أولغا إنشاء وتمويل المستشفيات بالأدوية خلال الصراعات بين اليونان والدول المجاورة لها، بما في ذلك الحرب اليونانية التركية عام 1897 وحرب البلقان الأولى (1912-1913)، أولغا وزوجة ابنها ولي العهد الأميرة صوفيا منحوا الصليب الأحمر الملكي من الملكة فيكتوريا في المملكة المتحدة في ديسمبر كانون الأول عام 1897. قبل وصول أولغا إلى اليونان، لم تكن هناك سجون منفصلة بين النساء والرجال، فكان لها دور أساسي في إنشاء سجن للنساء في العاصمة، وبدعم من بعض الأثرياء مثل جورج أفيروف. بعد وقت قصير من هزيمة اليونان في الحرب اليونانية التركية عام 1897، في عام 1898 اُطلق يونانيون ساخطون النار على زوج أولغا وابنتها، على الرغم من إنها كانت محاولة اغتيال فاشلة إلا أن أولغا أصرت على الاستمرار وتأدية عملها دون حراسة شخصية لها. كتب ابنها نيكولا في مذاكرته الشخصية أنه في يوم من الأيام كان يتحدث مع والدته عن أهمية الرأي العام فردت قائلة «أنا أفضل أن تحكم بدلا من أربعمائة فأر مثلي» اهتمام أولغا بالسياسة والرأي العام كان محدودا. على الرغم الحزب الروسي لليونان، إلا أنها لم يكن لها أي نفوذ على زوجها في الجانب السياسي ولم تسعى لأي نفوذ في البرمان اليوناني.

## موت زوجها

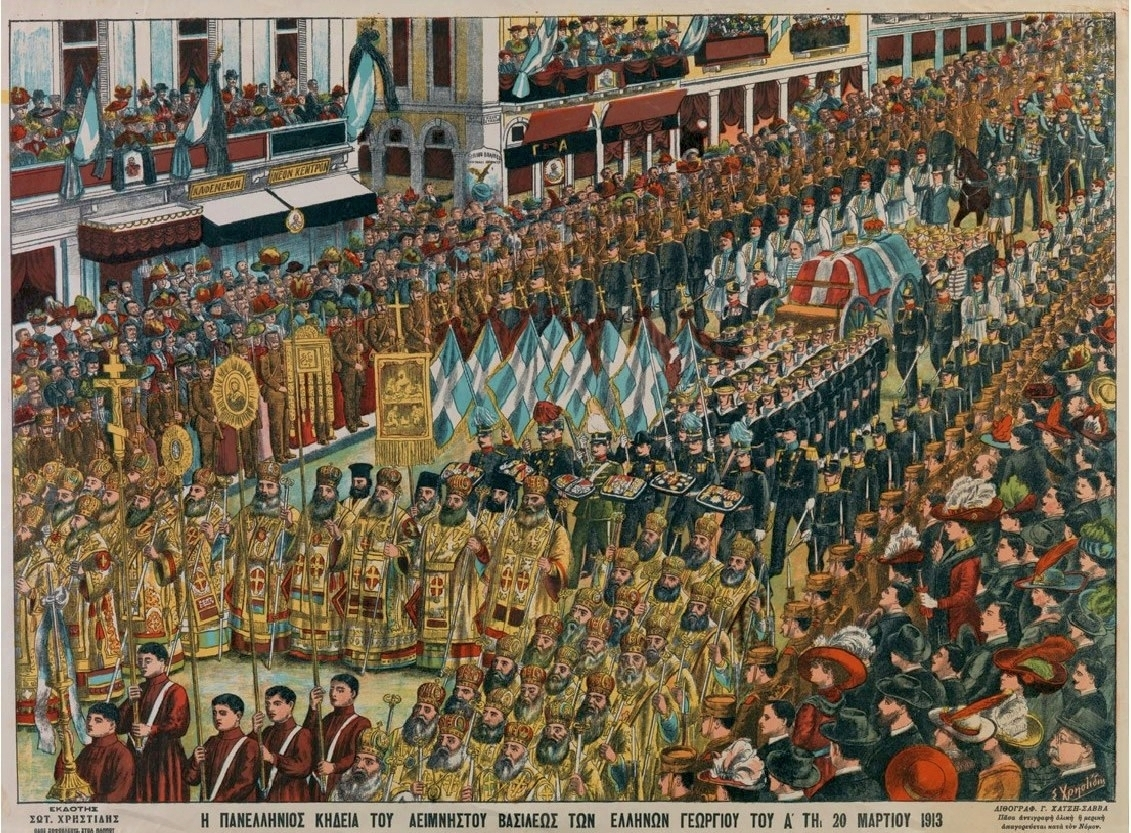
جنازة جورج الأول، أثينا، 1913

في عام 1913 بعد انتهاء حرب البلقان الأولى بهزيمة الامبراطورية العثمانية من ائتلاف القوات اليونانية،البلغارية، صربيا والجبل الأسود. توسعت اليونان إلى حد كبير على حساب تركيا، ولكن الانتقسامات بين القوي المنتصرة في حرب البلقان سرعان ما أصبح واضح: أثينا وصوفيا تنافسا لامتلاك سالونك ومنطقتها لكى تأكد سيطرة اليونان على المدنية الرئيسية في مقدونيا، أنتقل جورج إلى المدينة بعد وقت قصير من احتلالها.تماما كما فعل في أثينا، ثم ذهب إلى سالونيك دون أي حماية لها أو حراسة تحميه بشكل كامل، وبينما هو يسير على أقدام بالقرب من بالبرج الابيض ظهر يوم 18 مارس 1913، تم أطلاق النار عليه وقتله من قبل الكسندروس. أولغا قالت أن وفاة زوجها «إرادة الله». في اليوم التالي وصلت أولغا هي وأسرتها إلى مكان اغتيال زوجها ورافقوا جثمان الملك إلى أثيناودفن في المقبرة الملكية في قصر تاتوي.
قسطنطين الابن البكر لجورج وأولغا أصبح الملك مكان والده ظلت أولغا في القصر الملكي لفترة قصيرة ثم عادت إلى مسقط راسها «روسيا» لقضاء بعض الوقت مع شقيقها الأصغر، الدوق الأكبر قنسطنطين قنسطنطينوفيتش وعائلته في منزله.

## الحرب العالمية الأولى
في أغسطس عام 1914، كانت أولغا في روسيا عند اندلاع الحرب العالمية الأولى، تحالف القوي الدولية بما في ذلك روسيا وبريطانيا وفرنسا للقتال ضد القوي المركزية بما في ذلك ألمانيا، النمسا، هنغاريا والإمبراطورية العثمانية.فقررت أولغا البقاء في سانت بطرسبرغ وإنشاء مستشفى عسكري لدعم المجهود الحربي الروسي.